# Hemisodorcus sinensis wardi
Hemisodorcus sinensis wardi es una subespecie de coleóptero de la familia Lucanidae.

## Distribución geográfica
Habita en  el Tíbet y Birmania.